# Snooker op de Paralympische Zomerspelen 1968
De IIIe Paralympische Spelen werden in 1968 gehouden in Tel Aviv, Israël. De bedoeling was dat de spelen, net zoals de Olympische Spelen dat jaar in Mexico-Stad (Mexico) gehouden zouden worden. Maar de Mexicaanse regering zag ervan af vanwege de moeilijkheden die het met zich meebracht. Snooker was een van de 10 sporten die op het programma stonden. Er stond bij het snooker maar één evenement op het programma.

## Mannen
| Klasse | land | Goud            | land | Zilver       | land    | Brons                        |
| ------ | ---- | --------------- | ---- | ------------ | ------- | ---------------------------- |
| open   | GBR  | Michael Shelton | IRL  | Jimmy Gibson | AUS ITA | John Newton Aroldo Ruschioni |

Atletiek · Basketbal · Boogschieten · Dartchery · Gewichtheffen · Koersbal · Schermen · Snooker · Tafeltennis · Zwemmen
Rome 1960 ·
Tokio 1964 ·
Tel Aviv 1968 ·
Heidelberg 1972 ·
Toronto 1976 ·
New York & Stoke Mandeville 1984 ·
Seoel 1988